# Marc de Reuver
Marc de Reuver, né le 21 février 1983 à Amstelveen, est un pilote de motocross néerlandais
Débutant dans le monde des grands prix de motocross en 1999 en 125 cm3 lors de son grand prix national, il a souvent été blessé, ce qui l'a empêché de réaliser des saisons entières. Pour la saison 2006, il figure parmi les favoris de la compétition MX2.

## Palmarès
Vainqueur de la Beach Cross de Berck le 5 octobre 2008